# Тяга літального апарата

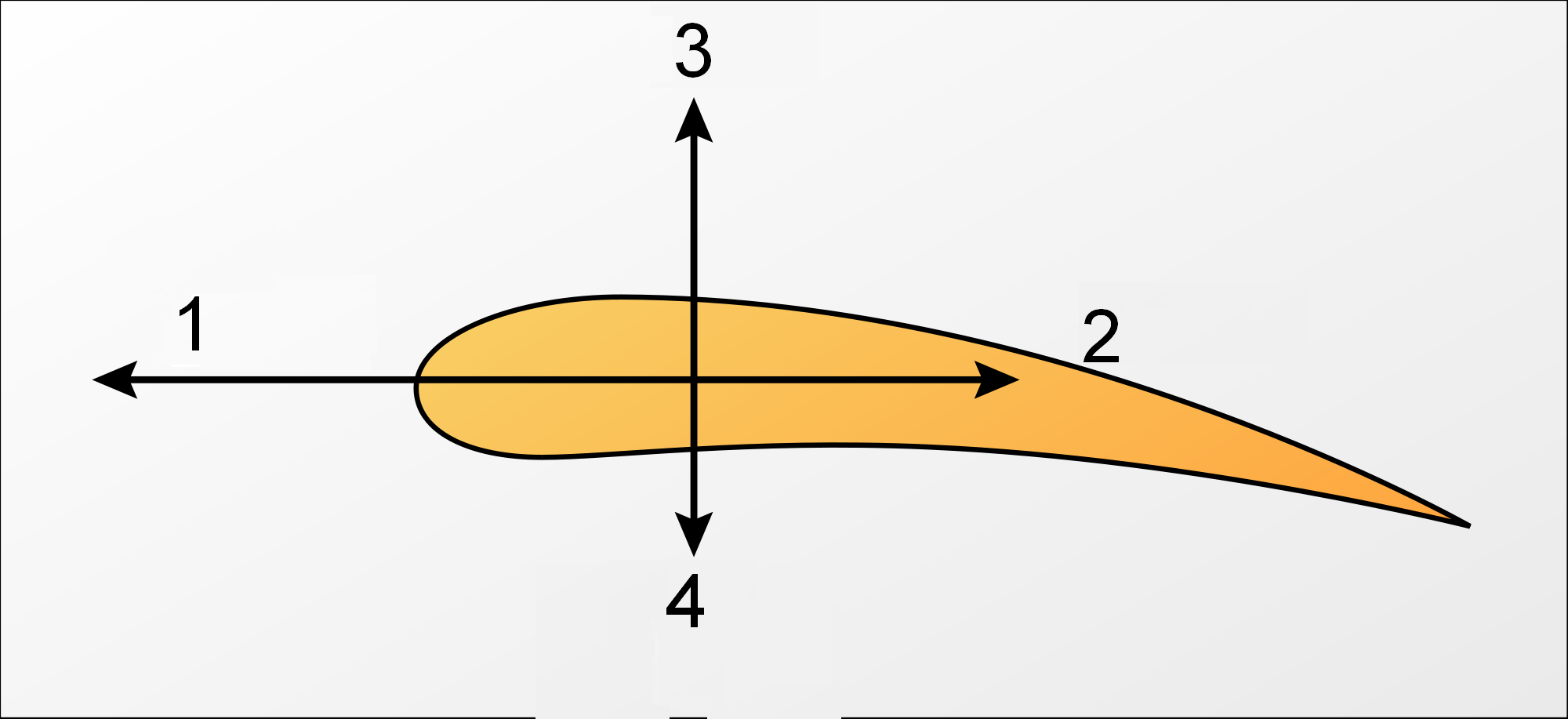
Типова схема аеродинамічних сил, що діють на літальний апарат: 1 — тяга; 2 — лобовий опір; 3 — підйомна сила; 4 — вага

Обтікання профілю крила літака

Тяга літального апарата — сила, що пояснюється другим та третім законами класичної механіки І.Ньютона, котра виробляється двигунами і штовхає літак чи ракету крізь повітряне середовище вперед. Тязі протистоїть лобовий опір. У сталому прямолінійному горизонтальному польоті вони приблизно рівні. Якщо льотчик збільшує тягу, додаючи обороти двигунів, і зберігає постійною висоту, тяга перевершує опір повітря. Літак при цьому прискорюється. Досить швидко опір збільшується і знов зрівнює тягу. Літак стабілізується на постійній, але вищій швидкості. Одиниця виміру — ньютони. Таким чином зрозуміло, яку силу треба прикласти, щоб прискорити масу в 1 кг на 1 метр на секунду в квадраті.
Тяга — найважливіший критерій для визначення швидкопідйомності літака (як швидко він може набирати висоту). Вертикальна швидкість набору висоти залежить не від величини підіймальної сили, а від того, який запас тяги має літак.